# Abborrtjärnen (Stora Tuna socken, Dalarna, 671638-147535)
Abborrtjärnen är en sjö i Borlänge kommun i Dalarna och ingår i Dalälvens huvudavrinningsområde. Sjön har en area på 0,0434 kvadratkilometer och ligger 208,4 meter över havet.

## Delavrinningsområde
Abborrtjärnen ingår i det delavrinningsområde (671312-147541) som SMHI kallar för Ovan VDRID = Vallmoraån i Dalälvens vattendragsyta. Medelhöjden är 199 meter över havet och ytan är 38,29 kvadratkilometer. Räknas de 1936 avrinningsområdena uppströms in blir den ackumulerade arean 21 200,14 kvadratkilometer. Avrinningsområdets utflöde Dalälven (Österdalälven) mynnar i havet. Avrinningsområdet består mestadels av skog (57 procent) och jordbruk (12 procent). Avrinningsområdet har 3,3 kvadratkilometer vattenytor vilket ger det en sjöprocent på 8,6 procent. Bebyggelsen i området täcker en yta av 1,98 kvadratkilometer eller 5 procent av avrinningsområdet.